# Xã Lower Towamensing, Quận Carbon, Pennsylvania
Xã Lower Towamensing (tiếng Anh: Lower Towamensing Township) là một xã thuộc quận Carbon, tiểu bang Pennsylvania, Hoa Kỳ. Năm 2010, dân số của xã này là 3.228 người.